# João Ramos (político português)
João Augusto Espadeiro Ramos (Santo Amador, Moura, 13 de Outubro de 1972) é um enfermeiro e político português, deputado à Assembleia da República Portuguesa pelo círculo eleitoral do Distrito de Beja. Membro da bancada parlamentar do Partido Comunista Português entre 2010 e 2018, eleito nas listas da Coligação Democrática Unitária desde as eleições legislativas de 2011 para a XII Legislatura, tendo sido reeleito na legislatura seguinte.

## Biografia
Licenciado em enfermagem, é também mestre em História Moderna pela Universidade de Évora.
É Presidente da Assembleia-Geral do Teatro Fórum de Moura, sem fins lucrativos, e ex-Presidente da Direção e atual Presidente da Assembleia Geral da Associação de Defesa do Património Cultural e Ambiental de Santo Amador, também sem fins lucrativos.

## Atividade Política
Militante do Partido Comunista Português, é membro da Comissão Concelhia de Moura e da Direcção da Organização Regional de Beja do PCP.

### Política Local
É eleito na Assembleia de Freguesia de Santo Amador e na Assembleia Municipal de Moura. Foi Vereador na Câmara Municipal de Moura.

### Deputado à Assembleia da República
Deputado à Assembleia da República pelo Distrito de Beja desde 1 de Agosto de 2010, na XI Legislatura da Terceira República Portuguesa, em substituição do anterior deputado por Beja eleito nas listas do PCP, José Soeiro.
É eleito deputado diretamente pela primeira vez nas eleições seguintes, de 2011, de novo por Beja, e reeleito nas eleições de 2015, correspondentes respectivamente à XII e XIII Legislatura.
A 5 de Janeiro de 2018 é anunciada a sua substituição no lugar de deputado eleito pelo PCP por Beja pelo colega de profissão João Dias.

#### XIII Legislatura
Na XIII Legislatura foi Vice-Presidente e coordenador do Grupo Parlamentar do PCP na Comissão de Agricultura e Mar. Foi também membro da Comissão de Saúde e da Comissão Eventual de Acompanhamento do Processo de Definição da "Estratégia Portugal 2030".
Foi coordenador dos Grupos de Trabalho dedicados à Saúde Pública e à Qualidade e Segurança dos Tecidos e Células. Pertenceu aos Grupos de Trabalho dedicados aos Produtos Alimentares nas Cantinas e Refeitórios Públicos, ao Projeto de Lei sobre publicidade de produtos alimentares, ao Turismo, ao Acompanhamento da Temática da Floresta Portuguesa e dos Incêndios, à Reforma da Floresta, ao Acompanhamento da Problemática da Diabetes, ao Tabaco e ao Setor Leiteiro.
Foi membro dos Grupos Parlamentares de Amizade Portugal-Reino Unido, Portugal-Cabo Verde e Portugal-Irão.

#### XII Legislatura
Na XII Legislatura foi coordenador do Grupo Parlamentar do PCP na Comissão de Agricultura e Mar e na Comissão para a Ética, a Cidadania e a Comunicação. Foi membro das comissões parlamentares de Inquérito aos Programas Relativos à Aquisição de Equipamentos Militares, de Negócios Estrangeiros e Comunidades Portuguesas, de Economia e Obras Públicas, para Acompanhamento das Medidas do Programa de Assistência Financeira a Portugal e de Inquérito à Contratualização, Renegociação e Gestão de todas as Parcerias Público-Privadas do Sector Rodoviário e Ferroviário.
Pertenceu aos Grupos de Trabalho dedicados ao Turismo, à Valorização do Pescado, à Biomassa, às Árvores com Interesse Histórico, ao Código da Publicidade, e ao Estabelecimento das Bases do Ordenamento e da Gestão do Espaço Marítimo Nacional.

#### XI Legislatura
Na XI Legislatura foi membro das Comissões de Negócios Estrangeiros e Comunidades Portuguesas, de Assuntos Económicos, Inovação e Energia
Comissão, de Agricultura, Desenvolvimento Rural e de Pescas, de Educação e Ciência.
Pertenceu aos Grupos de Trabalho dedicados ao Desenvolvimento Regional, ao Turismo, às Pescas, à Regulação da Concorrência e Defesa do Consumidor e aos Serviços Públicos Essenciais.